# Chlorellales incertae sedis
Chlorellales incertae sedis, “porodica” zelenih algi koju čine dva roda nesigurnog položaja u redu Chlorellales. Ankistrodesmopsis je monotipski rod s vrstom Ankistrodesmopsis gabretae-silvae, kojsa je otkrivedna u Šumavskim planinama u Češkoj. Rodu Picochlorum pripadaju tri priznate vrste

## Rodovi
1. Ankistrodesmopsis F.Lederer & J.Lukavski
2. Picochlorum W.J.Henley et al.